# موش جنگلی بولانوس
موش جنگلی بولانوس (نام علمی: Neotoma palatina) نام یک گونه از سرده موش کپه‌ساز است.